# Gold Hill (Oregon)
Gold Hill is een plaats (city) in de Amerikaanse staat Oregon, en valt bestuurlijk gezien onder Jackson County.

## Demografie
Bij de volkstelling in 2000 werd het aantal inwoners vastgesteld op 1073. In 2006 is het aantal inwoners door het United States Census Bureau geschat op 1053, een daling van 20 (-1,9%).

## Geografie
Volgens het United States Census Bureau beslaat de plaats een oppervlakte van 1,8 km², geheel bestaande uit land. Gold Hill ligt op ongeveer 325 m boven zeeniveau.

## Plaatsen in de nabije omgeving
De onderstaande figuur toont nabijgelegen plaatsen in een straal van 20 km rond Gold Hill.